# CAMS 38
 (novembre 2017).
Dimensions
Le CAMS 38 est un hydravion français de course monoplace conçu par l'ingénieur italien Raffaele Conflenti et construit par les Chantiers aéro-maritimes de la Seine (CAMS) pour la Coupe Schneider de 1923. Le CAMS 38 fut retiré de la course au cours du deuxième tour.

## Conception et développement
Le CAMS 38 était un hydravion biplan monoplace propulsé par un moteur V8 Hispano-Suiza 8 Fb Spécial de 380 ch (283 kW) placé au-dessous de l'aile supérieure. Le moteur entrainait deux hélices bipales propulsives . Le cockpit était situé vers l'avant de la coque, devant le bord d'attaque de l'aile. 
Le CAMS 38 participa à la Coupe Schneider de 1923, piloté par le pilote d'essai en chef de la CAMS Maurice Hurel. Il fut endommagé par une vague avant le décollage, mais termina le premier tour. Lors du deuxième tour, Hurel fut forcé d'amerrir à cause des vibrations du moteur et une perte de puissance. Au cours de l'année suivante, l'avion fut utilisé pour des essais en vol mais fut rapidement abandonné.